# Stazione di Milano Centrale
Milano Centrale egy vasúti fejpályaudvar Milánóban, Olaszországban. Egyike az ország 13 legforgalmasabb pályaudvarának, így a Grandi Stazioni üzemelteti. A 24 vágányos állomáson naponta 320 000 utas fordul meg.
Forgalmát tekintve Európa legnagyobb vasútállomása. Az állomás egy fejállomás, és Milánó központi részének északi végén található. Hivatalosan 1931-ben adták át, hogy felváltsa a régi központi pályaudvart, amely 1864-ben épült, amely ugyan átmenő pályaudvar volt, de korlátozott számú vágánnyal és térrel rendelkezett, így nem tudta kezelni a Simplon-alagút 1906-os megnyitása miatt megnövekedett forgalmat.
A Milano Centrale nagysebességű összeköttetést biztosít nyugatra Torinóval, keleten Veronán keresztül Velencével, valamint az észak–déli fővonalon Bolognával, Rómával, Nápollyal és Salernóval. A Simplon- és a Gotthard-vasútvonal a svájci Bernnel és Genffel Domodossolán keresztül, valamint Zürichgel Chiassón keresztül kötik össze a Milano Centrale-t.
A városközi és regionális vasútvonalak célállomásai Milano Centrale-ból Ventimiglia (Franciaország határa), Genova, Torino, Domodossola (a svájci Valais/Wallis kanton határa), Tirano (a svájci Graubünden/Grisons kanton határa), Bergamo, Verona, Mantova, Bologna és La Spezia állomásokig húzódik.
A milánói elővárosi vasúti szolgáltatás azonban nem a Milano Centrale, hanem a többi fővonali állomást használja: Porta Garibaldi (északnyugat), Cadorna (nyugat) és Rogoredo (kelet).
Aldo Rossi egy 1995 februárjában Cecilia Bolognesi-nek adott interjúban kijelentette: "Azt mondták nekem, hogy amikor Frank Lloyd Wright eljött Milánóba, és csak egyszer járt itt, nagyon lenyűgözte, és azt mondta, hogy ez a világ legszebb pályaudvara. Számomra a New York-i Grand Central Terminalnál is szebb. Kevés olyan pályaudvart ismerek, mint ez".

## Vasútvonalak
- Domodossola–Milánó-vasútvonal
- Lecco–Milánó-vasútvonal
- Milánó–Bologna-vasútvonal
- Milánó–Bologna nagysebességű vasútvonal
- Chiasso–Milánó-vasútvonal
- Milánó–Genova-vasútvonal
- Milánó–Velence-vasútvonal
- Milánó–Verona nagysebességű vasútvonal
- Torino–Milánó-vasútvonal
- Torino–Milánó nagysebességű vasútvonal

## Képgaléria

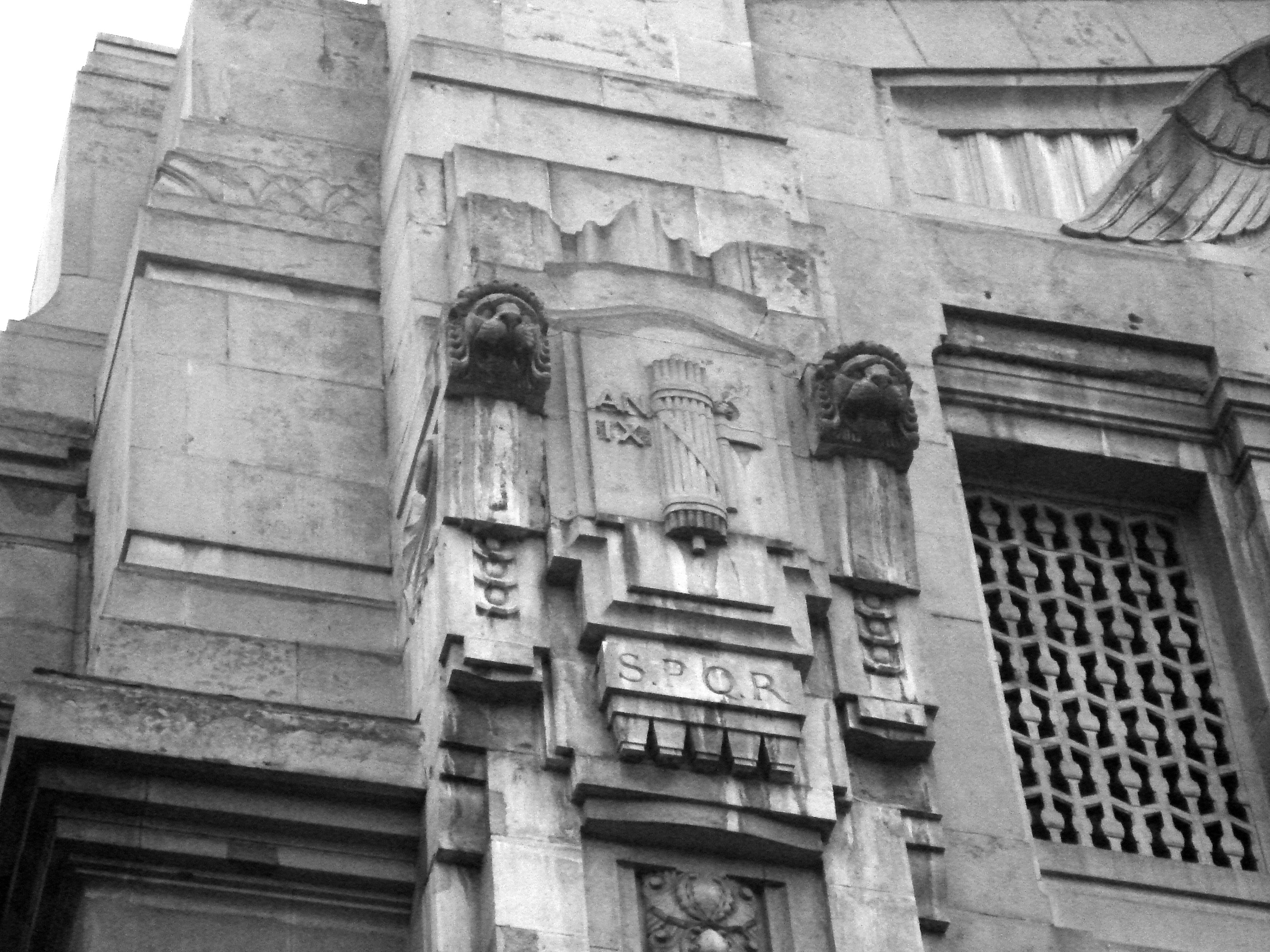
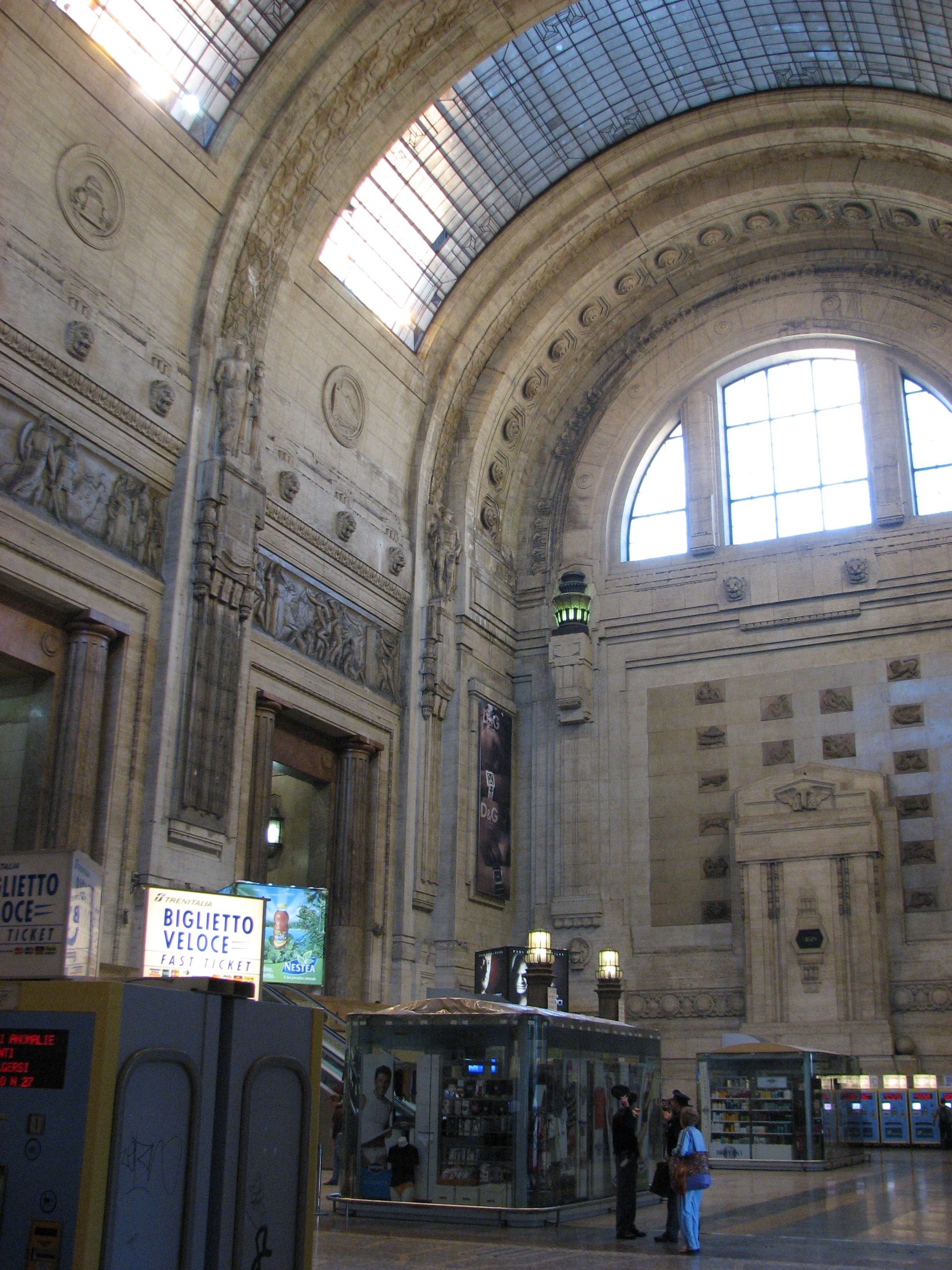
Váróterem
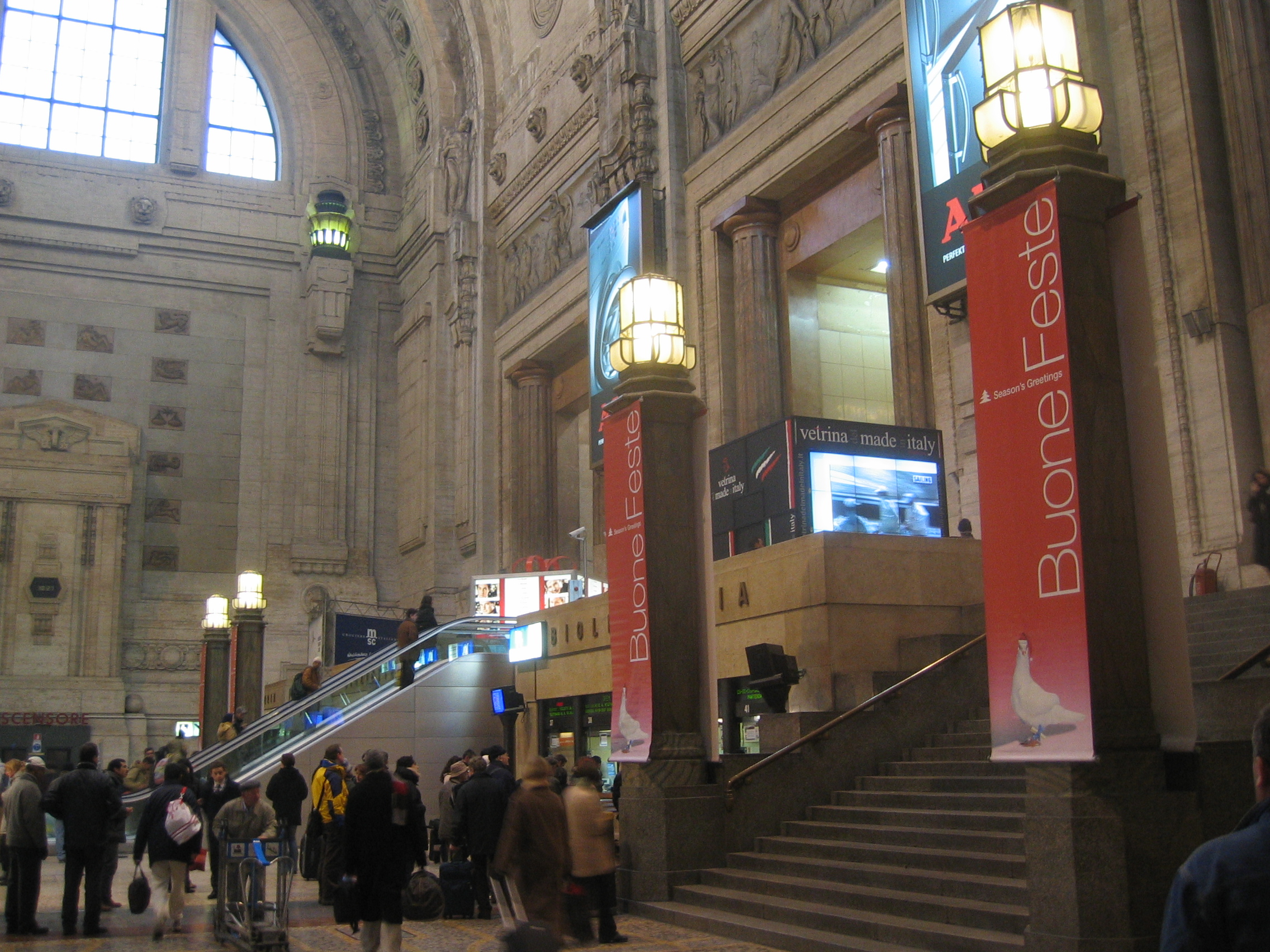
Váróterem
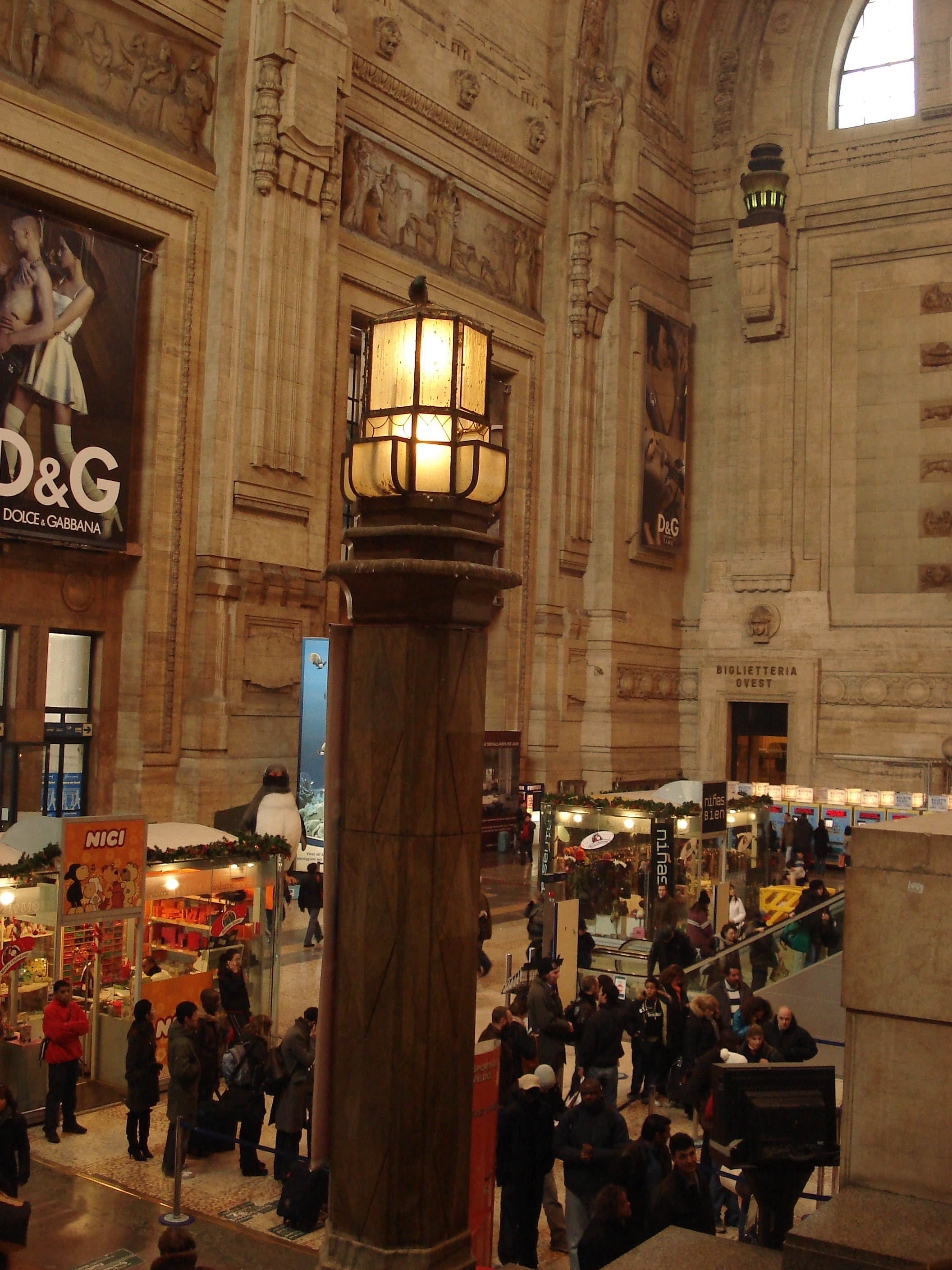
Art-Deco stílusú lámpa a váróteremben
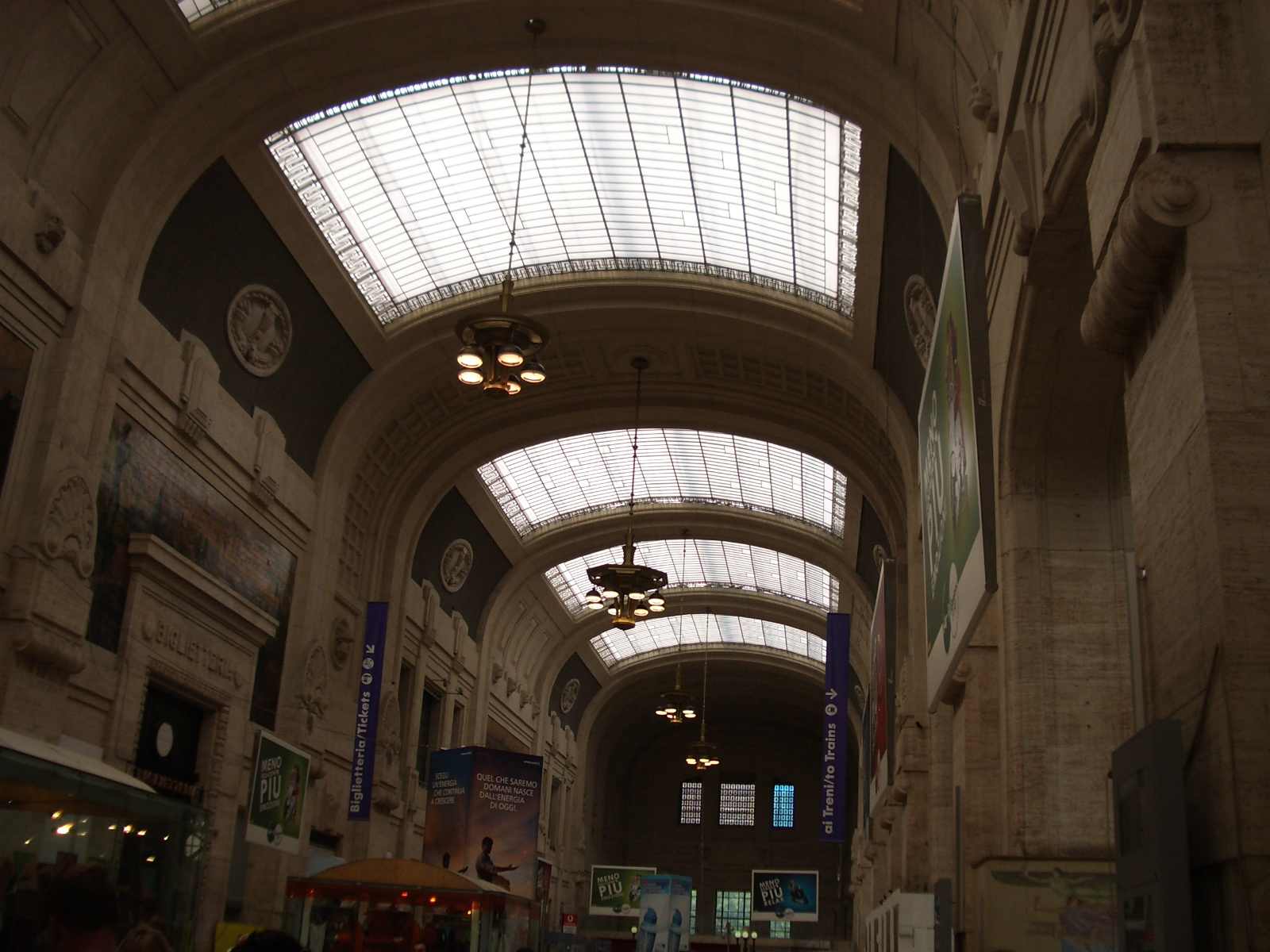
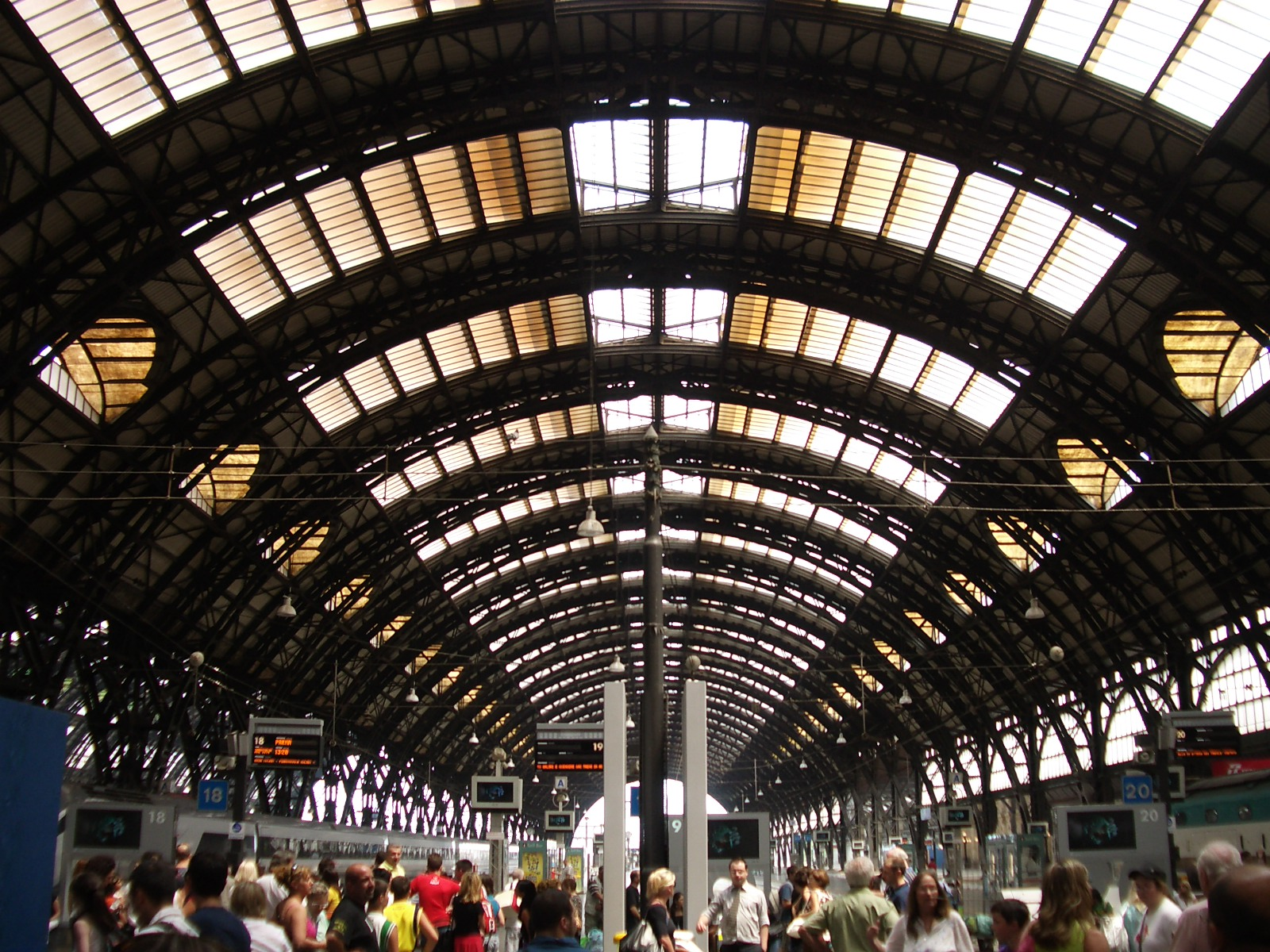
A vonatfogadó csarnok
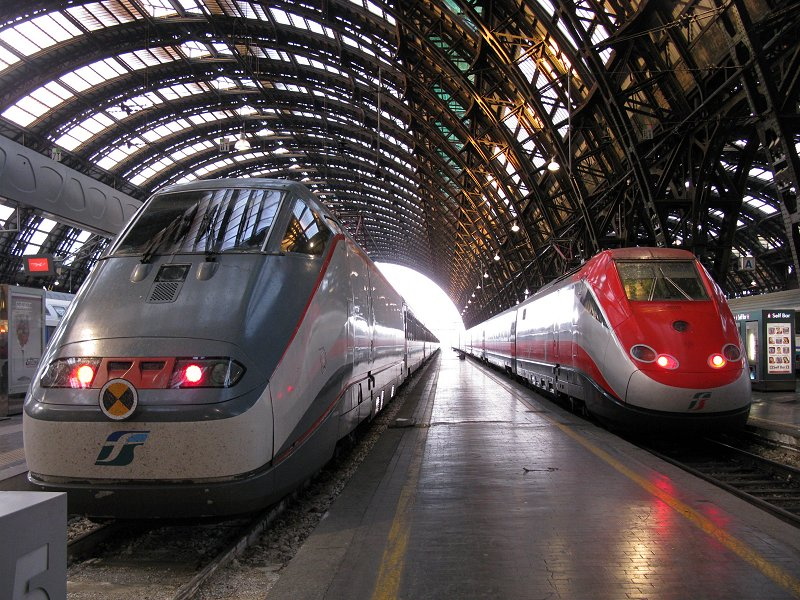
Nagysebességű motorvonatok az állomáson